# Carlos Endara Andrade
Carlos Endara Andrade (Ibarra, 13 de abril de 1865 - Panamá, 1954) fue un fotógrafo ecuatoriano que desarrolló su trabajo  en Panamá, convirtiéndose en uno de los pioneros de la fotografía panameña.

## Biografía

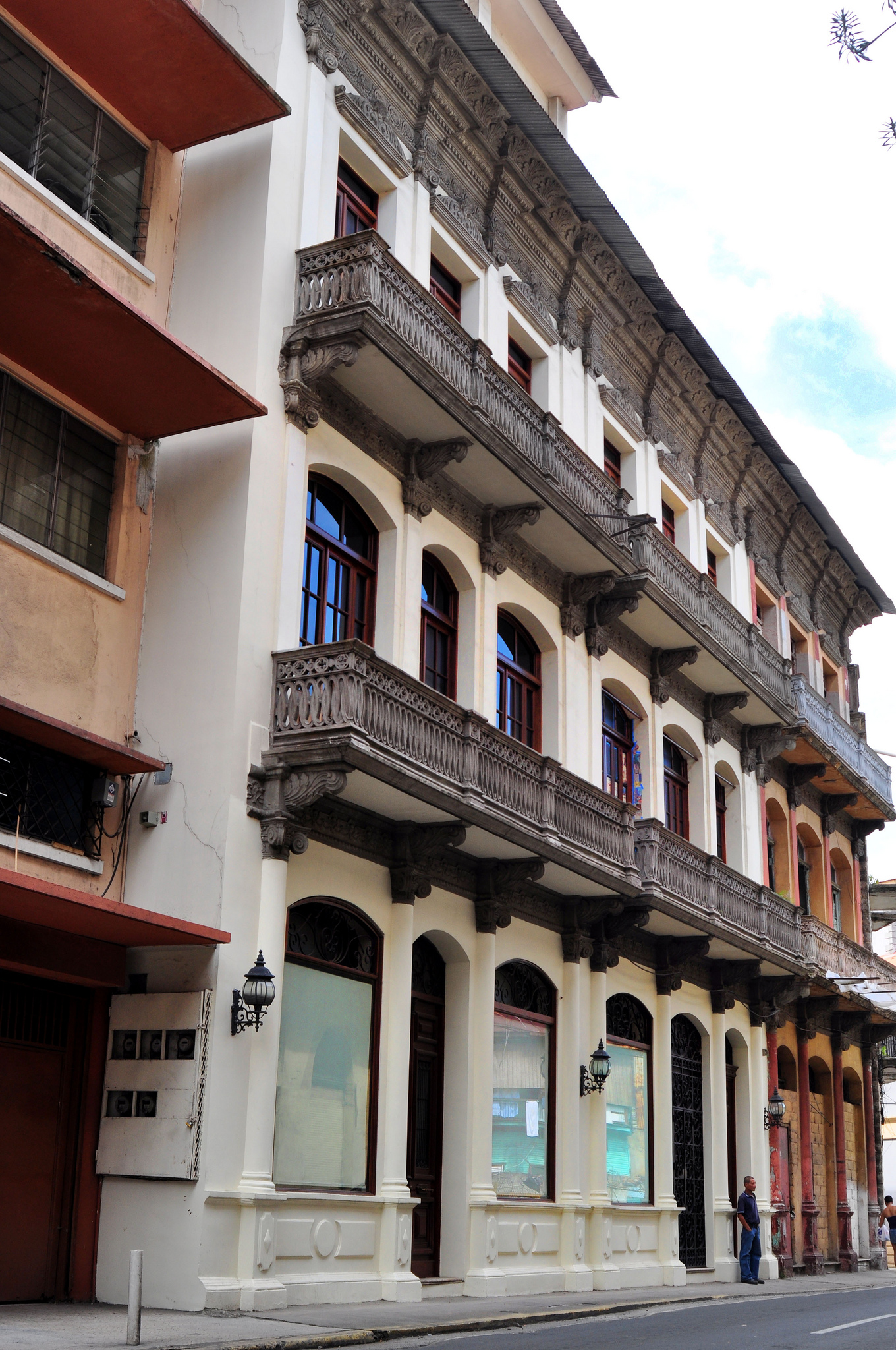
Casa Museo de Carlos Endara, ubicada en la Ciudad de Panamá.

Nacido en  Ibarra, en 1865 se trasladó a Panamá en 1886 en busca de su padre que estaba trabajando en la construcción del Canal y como disponía de estudios de dibujo entró a trabajar en la Compañía Universal del Canal Interoceánico de Panamá. Tras conocer al fotógrafo francés Luis Blanc se inició en la fotografía y pronto se asoció con Epifanio Garay con el que fundó el estudio fotográfico "Garay-Endara" de Panamá en 1888. Entre 1899 y 1904 estudió Bellas Artes en París, especializándose en las técnicas fotográficas.
En 1910 fundó un estudio con su hermano Victoriano que ocupaba cinco plantas y era el más conocido en la Ciudad de Panamá. El filántropo panameño Mario Lewis Morgan restauró este estudio fotográfico, el primer edificio en altura del país, y que dispone del primer ascensor eléctrico que funcionó en Panamá. Desde 2009 se convierte en la Casa Museo Endara. No se conserva en las Américas otro estudio histórico de esta índole. El  Museo Carlos Endara está ubicado en calle 12, San Felipe. Siendo un museo privado, solo se puede entrar con permiso de dueño. Este museo tiene 100 fotografías que enseñan la vida republicana panameña, especialmente después de la separación de Colombia y la creación de la República de Panamá.
Su trabajo fotográfico se centra en el retrato aunque también refleja aspectos clave de la vida en su época. El lente de Endara documentó durante muchas décadas el desarrollo pujante de la Ciudad de Panamá, numerosos actos públicos trascendentes y la vida cotidiana de la calle.
Colaboró en diferentes revistas y periódicos panameños como Épocas, Panamá Mirror y Estampas, llegó a ser el fotógrafo oficial de varios presidentes y se convirtió en el retratista predilecto de la clase alta, de la nutrida clase media emergente y del mosaico étnico del que siempre ha estado compuesta la sociedad panameña.
El diario La Prensa publicó durante los años 80 y 90 la segunda época de la revista Épocas con fotos de la colección de Mario Lewis (que desde hace varios años se trasladó al diario Panamá América) y desde mediados de los años 90 se han publicado más de 600 fotografías en la página dominical Raíces con fotos cedidas por Ricardo López Arias quien posee la colección más numerosa de los negativos del fotógrafo.
En 2011 se realiza por primera vez una exposición de su obra fuera de Panamá, curada por Adrienne Samos, en la Casa de América en Madrid, en el marco de PHotoEspaña con el título de "Un mundo feliz. Panamá en ojos de Carlos Endara".
Según Samos, «En sintonía con la fe colectiva en el progreso social, para Endara un factor clave debía ser la voluntad niveladora: blancos, negros, amarillos o mestizos, hombres y mujeres, aparecen retratados en un clima igualitario (...) El amplísimo espectro de su registro humano y ambiental distingue a Carlos Endara de la mayoría de los más importantes fotógrafos de la época.»